# Aliboron wongi
Aliboron wongi är en skalbaggsart som beskrevs av Hüdepohl 1987. Aliboron wongi ingår i släktet Aliboron och familjen långhorningar. Inga underarter finns listade i Catalogue of Life.